# Kenneth Kokin
 (mai 2022).
Si vous disposez d'ouvrages ou d'articles de référence ou si vous connaissez des sites web de qualité traitant du thème abordé ici, merci de compléter l'article en donnant les références utiles à sa vérifiabilité et en les liant à la section « Notes et références ».
 (mai 2022).
Kenneth Kokin (Ken Kokin) est un producteur et réalisateur américain.

## Production
Kokin a notamment produit The Usual Suspects, Mortdecai, The Way of the Gun, Forbidden Kiss à Chengdu (Chine) et Captain Abu Raed.
Ce dernier a remporté le prix du public dans la catégorie "World Cinema Dramatic" au festival du film de Sundance en 2008, réalisé par Amin Matalqa. Il s'agit d'ailleurs du premier film indépendant produit en Jordanie. 
Son film Public Access, réalisé par Bryan Singer, a quant à lui remporté le prix du Grand Jury au festival de Sundance ainsi que le prix du jury du Festival de Deauville en 1993.
En tant que dirigeant, Kokin a travaillé pendant plusieurs années à la tête de la production et du développement de Perfect World Pictures.

## Réalisation
Kokin a produit et réalisé le documentaire For Tomorrow en Argentine, qui était dans la sélection officielle du festival du film de Tribeca et du Newport Beach Film Festival où il a remporté le Humanitarian Vision Award. Ce documentaire révolutionnaire a été présenté en avant-première dans dix festivals de cinéma et a remporté de nombreux autres prix.
Kokin a également réalisé Blood Moon avec James Callis, Maya Kazan et Frank Medrano. 
Il a réalisé des documentaires en Amérique du Sud, en Haïti et en Afrique sur la pauvreté et/ou la pandémie de VIH auxquels sont confrontés les enfants de ces régions.

## Éducation
Ken Kokin a étudié le cinéma à l'université de Californie du Sud.

## Anecdotes
Kokin a rejoint la guilde des éditeurs et a travaillé à la fois chez la NBC et chez Amblin Entertainment. 
CBS a embauché Kokin pour tourner, monter et diriger les coulisses de la plus longue émission spéciale annuelle, Circus of the Stars, où il a entre autres travaillé avec des lions, des tigres, des motos, des cascades, des fils de fer et des numéros de trapèze.